# Týnkyrkan
Týnkyrkan (tjeckiska: Týnský kostel), Jungfru Maria kyrka framför týn (týn betyder "medeltida befästning"), är en kyrka vid rådhusplatsen Staroměstské náměstí i Staré Město (på svenska: Gamla stan) i Prag i Tjeckien. Kyrkan började byggas 1365 och fick sitt nuvarande utseende 1435. Interiören är dock företrädesvis i barockstil. Kyrkan var centrum för reformationen och den husitiska rörelsen i Böhmen fram till det trettioåriga kriget.
Týnkyrkan är en gotisk kyrka som började byggas 1365. Tycho Brahes grav finns i kyrkan. Den danske astronomen dog år 1601 i Prag där han varit verksam vid Rudolf II:s hov.
Týnkyrkan var en central plats i den husitiska rörelsen på 1500-talet och fram till slaget vid Vita berget den 8 november 1620 mellan protestanterna och Ferdinand II:s armé. Efter slaget avrättades 27 tjeckiska protestantiska adelsmän och borgare 1621 framför kyrkan för sitt deltagande i upproret mot Habsburgarna.